# Урош Дреновић
Урош Дреновић (Ситница, 11. новембар 1911 — Чађавица, 31. мај 1944) је био српски и југословенски учитељ, резервни поручник Југословенске војске и четнички војвода током Другог светског рата. Био је један од вођа устанка у западној Босни, поред Вукашина Марчетића и војводе Радета Радића, а када су се устаници почетком 1942. године поделили и део пришао партизанима, Дреновић је основао сопствени Четнички батаљон „Кочић”.
У различитим фазама рата, формално се налазио у саставу Југословенске војске у Отаџбини или је деловао сасвим самостално, а имао је и споразуме са властима Независне Државе Хрватске, којима прихвата заједничку борбу против партизана у замену за признање НДХ и гаранцију да ће Хрватско домобранство штитити српска села у његовом реону, односно да неће бити даљих злочина усташа над српским становништвом, те да се: „Свим становницима православне вјероисповјести гарантује се апсолутно слободно исповиједање своје вјере, слављење својих вјерских празника и славе, као и једнакост пред законима.”. Поједини извори указују на постојање идеје код одређених руководилаца НДХ, да се Дреновић именује за заступника у Хрватском државном сабору као представник „православног становништва Босне и Херцеговине”, а извештаји команданта Западне Босне мајора Славољуба Врањешевића говоре да је чак слао и делегацију код Гермогену, од власти НДХ прокламовани поглавар канонски непризнате Хрватске православне цркве.
Погинуо је 1944. године приликом савезничког напада. На простору Мањаче и околине, данас има велики број поштовалаца који га сматрају заслужним што је сачувао српско становништво од великих жртава.

## Биографија

### Младост
Урош Дреновић је рођен у угледној српској трговачкој породици. Грађанску школу је завршио у Мркоњић Граду. У Сарајеву је завршио Учитељску школу, а школу резервних војних официра у Билећи, након чега се као учитељ запослио у Бараћима. У Бараћима се оженио свештеничком кћерком Надеждом Гојић 1939. године која му је родила сина. У Други свјетски рат ушао је као резервни официр са звањем поручника.

### Други светски рат

#### Почетак устанка и разлаз са партизанима
Почетак устанка у Босни обележило је јединство побуњеног народа. У то време није постојала политичка подвојеност већ јединствени народни покрет против окупатора, и посебно против злочина НДХ над српским становништвом. Дреновић је био командант батаљона у саставу партизанског одреда. Крајем 1941. године долази до кризе у партизанским покретима Далмације, Книнске крајине, Лике и источне и западне Босне. У раздору у устаничком покрету западне Босне нарочито су се истицали учитељи Лазар Тешановић и Урош Дреновић и трговац Раде Радић. Када је сазнао да се формирају четнички одреди, Дреновић је затражио на устаничкој одредској конференцији у Герзову 10. децембра 1941. године да се његов батаљон преименује у четнички батаљон „Петар Кочић” уз обећање да ће остати у вези са партизанским делом одреда. Усташе су 1941. године заробиле 180 људи из Доњег и Горњег Вуковског и стрељале их на Боровој глави код Ливна. Батаљон Пелагић је заробио 40 домобрана на Багу и на инсистирање Дреновића све их стрељао. Његов захтев је прихваћен, али убрзо долази до потпуног разлаза Дреновића са партизанима. Тада се није знало да је Дреновић још у новембру успоставио везу са официром Гестапоа, капетаном Меснером из Бањалуке и да га је Маснер упутио на сарадњу са италијанском обавештајном службом, будући да се област Мркоњић-Града налазила у италијанској окупационој зони. За узврат, капетан Меснер је наредио усташама у Бањалуци да пусте из затвора у „Каштелу” једино Дреновићевог оца Милана, док су све остале (700 људи) поубијали. Приликом напада 3. КНОП одреда на Италијане у Мркоњић-Граду, 25. фебруара, Урош Дреновић са четничким батаљоном „Кочић” је издао акцију и прешао на страну Италијана. Поред тога, партизани су оптужили Дреновића и за убиство заменика политичког комесара Јозе Немеца фебруара 1942. године на ослобођеној територији. Од почетка 1942. године долази до потпуног разлаза Дреновића и партизана. Дреновић је оптужен за сарадњу са Недићем, НДХ и Италијанима, али никада није доказано да је уопште био под командом Михајловића и ЈВуО, штавише не постоје ни чврсти докази да је до 1943. и био у контакту са Михајловићем нити да је био под његовом командом, те се стога може сматрати да Дреновић првобитно није ни био део ЈВуО већ да је био самостални господар рата на подручју које је контролисао и да је склапао споразуме и савезе са ким је он лично хтео.

#### Сарадња са усташким режимом у НДХ
Урош Дреновић је један од три четничка команданата који су сарађивали са властима НДХ. Дреновић је лета 1942. године боравио у окупираној Бањалуци, након потписивања низа уговора између четничких одреда и НДХ. Дреновића су четнички команданти поставили за „референта за односе са HДХ”.
Војвода Урош Дреновић је потписао уговор о сарадњи са хрватским оружаним снагама и цивилним властима НДХ о заједничкој борби против партизана, те о слободи кретања и материјалној помоћи државе локалном становништву. Четнички команданти су од 1942. године широм НДХ склапали споразуме са хрватским цивилним и војним властима, како би заштитили српско становништво од страдања и одмазде окупатора због партизанских акција.
Урош Дреновић је 27. априла 1942. године пред властима НДХ у Варцар Вакуфу дао следећу писмену изјаву:
| „ | »Потписати изјављујем, да сам увијек признавао Независну Државу Хрватску, али да сам отишао у шуму, да спасим голи живот народа у овом крају, као и себе, које су неодговорни елементи почели немилице убијати и пљачкати. Уједно изјављујем, да ћу заједно са својим наоружаним људима, када очистимо заједно са хрватском војском, према наређењима војног заповједништва читав овај териториј од комунистичких банди, ставити се на потпуно расположење са својим наоружаним људима домобранству.« | ” |

#### Војна сарадња Дреновићевих јединица са НДХ
Велики жупан Велике жупе Брибир и Сидрага, усташки стожерник Давид Синчић је 17. јуна 1942. године послао из Книна надређенима телеграм:
„Постигнута сарадња са четничким вођама Богуновић, Ђујић, Роквић, Рађеновић. Четници по договору са мном и добијеним упутствима иду према Гламочу састати се са четницима Дреновића и домобранима где одредити план даљих заједничких акција.
Ради деловања против партизана ради постигнућа додира са хрватском војском четници извршили напад на Пеуље, Црни Луг, Грковци, Подгору, Тичево мало и велико успехом. Четници за сарадњу са нама и борбу проти партизана немају оружја, стријељива и хране. Потребно их снабдети преко Книна или у часу додира са нашом војском у Гламочу. Ради потребне оружане акције наших домобрана из Книна с четницима према Гламочу, Босанском Петровцу, јужној Лици, потребно Заповједништво седме оперативне зоне у Книну послати појачања у људству, оружју, нарочито митраљезима, бацачима мина и војним возилима.
Четници повели акцију проти партизана из Медка према Стрмица. Потребно је повезати ову акцију са акцијом наше војске из Госпића. Четници очекују за своје акције упутства нашег војничког Заповједништво. Поруке слати преко Книна или крилашима у Босанско Грахово као што је већ учинило Заповједништво трећег војног збора четницима Бранка Богуновића. Горње доставите Заповједништво трећег војног збора Сарајево и Министарству спољних послова за Вранчића.''”
Из овог се види да је постојала потпуна сарадња и савезнички однос јединица под командом војводе Уроша Дреновића са органима и војском НДХ, те помоћ НДХ у оружју, муницији и чак и људству лојалним четничким јединицама.
Са друге стране не постоји ни један доказ да су ови четнички одреди савезништво са НДХ остварили са знањем генерала Михајловића, напротив може се сматрати да су усљед недостатка контроле и командовања те услед пуцања веза у ланцу командовања ове акте починили самостално и на своју руку, без знања команде ЈВуО и генерала Михајловића.
Лојалност Уроша Дреновића Трећем рајху и усташком режиму у Загребу била је изузетна о чему говори и немачки извор, Збирка докумената немачког Петнаестог брдског армијског корпуса Т314 ролна 566. У тим документима се види директан навод пословних састанака Уроша Дреновића са службеницима НДХ, преговори о новчаним трансакцијама између НДХ и Дреновића, као и заједнички пословни подухвати.
Закључак немачких официра је био да је Урош Дреновић уживао огромно поверење представника Трећег рајха и био веран савезник, али и да је уживао огромно поверење усташког режима у Загребу који је како Немци наводе „намеравао да Дреновића постави за Саборског представника свих Православаца”.
Према оцени личности коју је дао у свом извештају мајор ЈВуО Славољуб Врањешевић 3. фебруара 1943. године, Урош Дреновић је био врло слаб командант, иако окретан и добар борац, није поседовао командантске карактеристике. По извештају мајора Врањешевића, Урош Дреновић је био болесно амбициозан човек и патио од умишљене величине, те се радо додворавао и Хрватима и Немцима, а уз то је слао и поклоничку делегацију патријарху Хрватске православне цркве Гермогену у Загреб. Мајор Врањешевић закључује да су ове Дреновићеве карактеристике довеле до слома његовог одреда.
Јединице четника лојалних НДХ нису само учествовале у борбеним операцијама у служби НДХ којој су исказали лојалност, већ су имали за задатак логистичку и позадинску подршку НДХ и немачким војним јединицама. Тако се наводи да су четници војводе Дреновића били задужени за чување и поправку путева којим су се кретали јединице Вермахта, али су били овлаштени да од сељака за рачун НДХ и Трећег рајха врше откуп хране, стоке и дрвне грађе, а сви ти послови су ишли преко команде четничких снага у Босни и између осталих и преко војводе Дреновића и других који су од тога имали и личну корист.
Урош Дреновић је своју сарадњу и лојалност НДХ уновчавао и практичном продајом заробљених припадника НОВЈ усташком режиму. Тако имамо навод сатника Анта Зичарића, команданта Усташке бојне из писма упућеног главном стожеру усташке војнице у Загребу од 28. маја 1942. године у коме он каже:
| „ | За ухваћене вође партизана траже од нас откупнину, а и новац за припомоћ, па из тога видим, да би се новцем много тога дало постићи… Мишљења сам да морају постојати посебне новчане навјере (кредити) за обавештења, јер сам установио да већину четничких вођа можемо за новац или било какву услугу купити… | ” |

О горчини сукоба који је настао разлазом са партизанима говори и сам Дреновић приликом састанка четничких команданата где се он жали како су због уговора са НДХ који је он потписао, партизани њему и његовим борцима наденули надимак „српске усташе”.

## Однос са Дражом Михаиловићем
На суђењу Дражи Михаиловићу, сазнало се да Урош Дреновић у ствари никада није био у контакту са командом ЈВуО, те да Михаиловић у прво време- није ни чуо за њега и да није знао за Дреновићеву сарадњу са Немцима и усташама те да је за то сазнао тек приликом читања оптужнице и на самом суђењу.
| „ | Председник: А учешће Дреновића? Оптужени: Дреновић је био толико далеко од мене да да нисам био у контакту са њим. Председник: А да ли сте знали да је сарађивао са Немцима у том периоду? Оптужени: Ја сам за њега сазнао из оптужнице, а Током испитивања. | ” |

У дањем току процеса, Михаиловић је кориговао мало своју изјаву, али је и даље негирао да је он уопште имао контролу над Дреновићем, него да га није нити поставио нити га је могао смењивати, из чега се стиче утисак, да је Дреновић био ван контроле ЈВуО и да никада није добио званични чин, звање или команду од генерала Михаиловића и ЈВуО.
Тужилац је Михаиловићу поднео на увид Михаиловићеве телеграме у којима је он властитом руком писао да је Дреновић сарађивао са усташама, Немцима и Италијанима, што је Михаиловић потврдио као истинито, али уз опаску да је за то сазнао тек касније услед немогућности контроле и комуникације.

## Урош Дреновић као личност и разлози његове колаборације
Пошто је био под јаким утицајем своје жене, Урош Дреновић напушта свој одред и са породицом се настањује у Мркоњић-Граду. Приликом другог партизанског напада на Јајце, 1942. године, међу погинулима у немачко-домобранском утврђењу била је и Дреновићева супруга. По речима својих савременика, Урош Дреновић био је човек ниског морала склон личном богаћењу и ратном профитерству. За време рата продавао је дрвну грађу НДХ и Трећем рајху, а према својим неистомишљеницима примењивао је бољшевичке методе разрачунавања. Такође, наводи се и да је био као командант врло лош и неактиван. У извештајима немачких јединица говори се о одличној сарадњи и приљежности Дреновића Независној Држави Хрватској, која је чак једно време планирала да га постави у Сабору као заступника свих „Православаца” односно Срба у НДХ.
Од стране изасланика Драже Михајловића, мајора ЈВуО Врањешевића — Дреновић је окарактерисан као болесно амбициозан човек и неспособни војни командант. Мајор Врањешевић га криви да је био под утицајем жене те је под њеним утицајем једноставно напустио одред и преселио се у Мркоњић-град са породицом, што је довело до пропасти одреда.

## Сахрана
Војводу Уроша Дреновића сахранили су припадници равногорског покрета на врху Мањаче, гдје је сахрањен 2002. након ексхумације са мјеста на коме је раније био тајно сахрањен.
Дреновић је први четнички војвода из Другог свјетског рата чији су посмртни остаци сачувани, а након распада Југославије сахрањени уз почасти његових сабораца и других равногораца.
Биба Радановић са Мањаче је локацију Дреновићевог гроба чувао у тајности све до 21. јула. Године 2002. (Свети Прокопије), када су Дреновићеви остаци пренесени на место где и се и сад налазе. Тим поводом му је подигнут споменик уз благослов Српске православне цркве и Борачке организације Републике Српске и основан је први Свесрпски сабор на Мањачи који ће прерасти у традиционални Свесрпски сабор.
Улице у Бањалуци и Мркоњић Граду носе име војводе Уроша Дреновића.